# Otto Frehner
Otto Frehner (* 11. April 1887 in Urnäsch; † 30. April 1973 in Herisau; heimatberechtigt in Herisau) war ein Schweizer Lehrer, Historiker, Romanist und  Germanist aus dem Kanton Appenzell Ausserrhoden.

## Leben
Otto Frehner war ein Sohn des Daniel Otto Frehner, Holzhändler, und der Maria Louise Hefti. Er heiratete Helene Amrein von Eich. Die Ehe wurde 1921 geschieden.
Er erwarb sein Maturitätszeugnis in St. Gallen. Von 1908 bis 1916 studierte er Geschichte, Französisch und Germanistik in Lausanne und Zürich. Er verfasste 1919 eine Promotion mit dem Titel Die Schweizerdeutsche Älplersprache. Er arbeitete als Vikar am Lehrerseminar Kreuzlingen, an der Evangelischen Lehranstalt Schiers und von 1917 bis 1919 an der Bezirksschule Kaiserstuhl. 1919 bis 1930 arbeitete er als Französischlehrer an der Realschule in Herisau. 
Seine Forschungen über Appenzeller Studierende an schweizerischen Universitäten blieben unvollendet. Er war beteiligt an kulturellen Unternehmungen in Herisau (Theater, Historisches Museum, Casinogesellschaft). Er veröffentlichte zahlreiche Publikationen im Häädler Kalender und zur appenzellischen Alpwirtschaft. Im Jahr 1925 erschien das Das Alpbuch der Schwägalp. In den Jahren 1934 und 1934 publizierte er Die Gründung der Universität Zürich im Spiegel der Appenzeller Zeitung 1828–1833.